# جيفيرسون دي أرواخو دي كارفاليو
جيفيرسون دي أرواخو دي كارفاليو (بالبرتغالية: Jeferson‏) هو لاعب كرة قدم برازيلي في مركز الهجوم، ولد في 22 يونيو 1996 في كامبيناس في البرازيل. لعب مع نادي بونتي بريتا.

## وصلات خارجية
- جيفيرسون دي أرواخو دي كارفاليو على موقع قاعدة بيانات كرة القدم.إي يو (الإنجليزية)
- جيفيرسون دي أرواخو دي كارفاليو على موقع Soccerway.com (الإنجليزية)